# Allocotaphis quaestionis
Allocotaphis quaestionis är en insektsart som först beskrevs av Carl Julius Bernhard Börner 1942.  Allocotaphis quaestionis ingår i släktet Allocotaphis och familjen långrörsbladlöss. Inga underarter finns listade i Catalogue of Life.